# OLIVIA inspi' REIRA (TRAPNEST)
OLIVIA inspi' REIRA (TRAPNEST) es el primer álbum de estudio de OLIVIA inspi' REIRA (TRAPNEST), lanzado al mercado el día 28 de febrero del año 2007 bajo el sello discográfico cutting edge. Fue lanzado de forma consecutiva con el álbum de Anna Tsuchiya en el mismo formato.

## Detalles
OLIVIA inspi' REIRA (TRAPNEST) originalmente es el seudónimo utilizado por la cantante OLIVIA al lanzar canciones inspirada en el personaje ficticio de Reira Serizawa para la adaptación al anime del originalmente manga shōjo Nana de Ai Yazawa, pero también es el título de este álbum.
Este es el primer álbum lanzado por la cantante OLIVIA completamente inspirado en el personaje ficticio Reira Serizawa y su banda Trapnest pertenecientes al anime, película y también manga Nana, de Ai Yazawa. Se incluyeron los temas que actualmente eran conocidos como "a little pain", "Wish" y "Starless Night", que habían sido lanzados anteriormente como sencillos bajo el nombre OLIVIA inspi' REIRA (TRAPNEST) -y que también fueron el primer ending, segundo opening y segundo ending del anime respectivamente-, y también temas que han sido utilizados dentro de la serie animada pero no habían sido lanzados anteriormente como "Recorded Butterflies" -tema que Reira interpretó en vivo junto a su banda dentro del capítulo 18 de la serie-, y también "Winter sleep" -elegido como el cuarto tema ending poco antes del lanzamiento de este álbum-. En total se lanzaban a la luz cinco nuevos temas que anteriormente no estaban disponibles en ningún otro lugar. Aparte nuevas versiones interpretadas en vivo e un estudio de los temas "Wish" y "a little pain" fueron incluidos como bonus tracks.
El álbum fue lanzado solo en formato CD+DVD, conteniendo este último la presentación de OLIVIA al interior del NANA STREET LIVE, que tomó lugar el 25 de junio del 2006 en el Shinjuku Station Square, aparte de un clip animado del personaje Reira interpretando "a little pain". Un hecho interesante es que el audio del NANA STREET LIVE fue cambiado completamente a como fue la versión original. Esta versión, mostrada inicialmente en un canal de televisión nipón junto con las actuaciones de Anna Tsuchiya, mostraba a OLIVIA cantando sobre las pistas originales en versión instrumental, e incluso puede llegar a pensarse que están en playback ya que suenan muy parecidas a las versiones de estudio -especialmente "a little pain"-. Las mismas imágenes de este concierto callejero fueron incluidas en el DVD, pero el audio es completamente diferente. La canción está interpretada por una banda en vivo -ya no está presente la pista original e instrumental de fondo- y al parecer OLIVIA recantó el tema como si lo estuviera interpretando nuevamente ese día, incluso imitando los errores de desfasamiento que cometió en una parte.

## Canciones

### CD
1. a little pain
2. Wish
3. Starless Night
4. Shadow of Love
5. Tell me
6. Rock you
7. Winter sleep
8. Recorded Butterflies -Studio Live-
9. Wish -Live-
10. a little pain -Studio Live-

### DVD
NANA SPECIAL STREET LIVE at Shinjuku Station Square 25th June 2006-
1. a little pain
2. Spiderspins
3. a little pain -TRAPNEST original animation clip (Studio Live TV size ver)-

- Datos: Q1143258